# 中井精也のてつたび
『中井精也の絶景!てつたび』（なかいせいやのぜっけいてつたび）は、NHK BSプレミアムで放送されている紀行・ドキュメンタリー番組である。2014年4月24日に放送開始。

## 概要
鉄道写真家の中井精也が鉄道路線にまつわる写真集を作成していこうというテーマの番組である。毎回視聴者から中井が旅行する鉄道路線の写真を募集し、送られてきた写真を中井が2つのテーマに沿って選別して公式サイトでまず発表する。そして最終的に2枚の写真を番組内で発表するとともに、中井も旅先でそのテーマに沿った鉄道写真を撮影する。そして現地で3つ目のテーマを中井が決めて撮影する。番組内では、中井自身が撮影技術についてレクチャーする「中井精也の鉄道写真講座」というコーナーもある。
番組開始当初からのタイトルは「中井精也のてつたび!」で、月1回の放送であった。現在は不定期で放送されている。
2018年5月からは60分にリニューアルされ、乗車区間も長距離になった。
番組のOPテーマ及びEDテーマは彩の『Happy Train』であり、挿入歌も同じ彩の『わすれもの』である。また鈴木まどかがナレーターを務め、番組内の案内役である・セイヤくん（中井を模したのっぽさん風のキャラクター）の声は山口勝平が担当する。
2021年6月（第51回）からは「中井精也の絶景!てつたび」というタイトルになった。

## 放送日時
- 〜第40回
  - 初回（NHK BSプレミアム）：月1回木曜 19:30 - 20:00[3]
  - 再放送（NHK BSプレミアム）：月1回水曜 6:30 - 7:00（2015年度から）、月1回土曜 7:45 - 8:15
- 第41回〜
  - 不定期放送で60〜90分番組となった。

## 放送内容
| 回数        | 初回放送日                       | 都道府県                         | 鉄道路線・タイトル |
| ----------- | -------------------------------- | -------------------------------- | --- |
| 第1回       | 2014年4月24日                    | 三重県                           | 三岐鉄道北勢線 |
| 第2回       | 2014年5月22日                    | 千葉県                           | 銚子電気鉄道線 |
| 第3回       | 2014年6月26日                    | 山形県                           | 山形鉄道フラワー長井線 |
| 第4回       | 2014年7月24日                    | 神奈川県                         | 箱根登山鉄道鉄道線 |
| 第5回       | 2014年8月28日                    | 兵庫県                           | 北条鉄道北条線 |
| 第6回       | 2014年10月23日                   | 東京都                           | ゆりかもめ東京臨海新交通臨海線 |
| 第7回       | 2014年11月20日                   | 岐阜県                           | 長良川鉄道越美南線 |
| 第8回       | 2014年12月25日                   | 熊本県                           | 熊本電気鉄道全線 |
| 第9回       | 2015年1月29日                    | 滋賀県                           | 近江鉄道全線 |
| 第10回      | 2015年2月26日                    | 秋田県                           | 秋田内陸縦貫鉄道秋田内陸線 |
| 第11回      | 2015年4月23日                    | 山口県                           | 錦川鉄道錦川清流線 |
| 第12回      | 2015年5月28日                    | 静岡県                           | 岳南電車岳南線 |
| 第13回      | 2015年6月25日                    | 佐賀県・長崎県                   | 松浦鉄道西九州線 |
| 第14回      | 2015年7月23日                    | 群馬県・栃木県                   | わたらせ渓谷鐵道わたらせ渓谷線 |
| 第15回      | 2015年8月27日                    | 岩手県                           | 三陸鉄道南リアス線・三陸鉄道北リアス線 |
| 第16回      | 2015年10月22日                   | 島根県                           | 一畑電車全線 |
| 第17回      | 2015年11月26日                   | 富山県                           | 黒部峡谷鉄道 |
| スペシャル  | 2015年12月12日 （21:00 - 22:00） | 北海道・福岡県                   | 札幌市電・西鉄天神大牟田線 |
| 第18回      | 2016年1月28日                    | 熊本県・鹿児島県                 | 肥薩おれんじ鉄道線 |
| 第19回      | 2016年2月25日                    | 青森県                           | 津軽鉄道線 |
| 第20回      | 2016年3月24日                    | 北海道                           | 釧網本線 |
| 第21回      | 2016年4月28日                    | 千葉県                           | いすみ鉄道いすみ線 |
| 第22回      | 2016年5月26日                    | 富山県                           | 富山地方鉄道立山線 |
| 第23回      | 2016年6月23日                    | 和歌山県                         | 和歌山電鉄貴志川線 |
| 第24回      | 2016年7月28日                    | 岐阜県                           | 樽見鉄道線 |
| スペシャル① | 2016年8月18日 （21:00 - 22:00）  | 台湾 （国外）                    | ぐるり一周台湾編 |
| 第25回      | 2016年8月25日                    | 高知県                           | 土佐くろしお鉄道中村線・土佐くろしお鉄道宿毛線 |
| 第26回      | 2016年10月27日                   | 宮崎県・鹿児島県                 | 日南線 |
| 第27回      | 2016年11月24日                   | 福島県                           | 会津鉄道会津線 |
| 第28回      | 2016年12月22日                   | 山梨県                           | 富士急行線 |
| 第29回      | 2017年1月26日                    | 北海道                           | 道南いさりび鉄道線 |
| 第30回      | 2017年2月23日                    | 秋田県                           | 由利高原鉄道鳥海山ろく線 |
| 第31回      | 2017年4月27日                    | 千葉県                           | 小湊鉄道線 |
| 第32回      | 2017年5月25日                    | 香川県                           | 高松琴平電気鉄道琴平線 |
| 第33回      | 2017年6月22日                    | 神奈川県                         | 江ノ島電鉄線 |
| 第34回      | 2017年7月27日                    | 沖縄県                           | 沖縄都市モノレール線 |
| スペシャル② | 2017年8月24日 （19:30 - 21:00）  | ベトナム （国外）                | ゆる〜っと縦断・ベトナム編 |
| 第35回      | 2017年9月28日                    | 静岡県                           | 伊豆急行線 |
| 第36回      | 2017年10月26日                   | 京都府・兵庫県                   | 京都丹後鉄道全線 |
| 第37回      | 2017年11月30日                   | 山口県・島根県                   | 山口線 |
| 第38回      | 2017年12月28日                   | 広島県                           | 広島電鉄全線 |
| 第39回      | 2018年1月25日                    | 北海道                           | 宗谷本線 |
| 第40回      | 2018年2月22日                    | 青森県                           | 弘南鉄道全線 |
| スペシャル③ | 2018年3月22日 （19:30 - 21:00）  | タイ （国外）                    | タイ縦断1700キロ |
| 第41回      | 2018年5月2日 （21:00 - 22:00）   | 鹿児島県・宮崎県・熊本県・福岡県 | 春らんまん 九州縦断の旅（指宿枕崎線・日豊本線・肥薩線・鹿児島本線） |
| 第42回      | 2018年6月30日 （18:30 - 19:30）  | 北海道                           | 北海道 横断!絶景路線をゆく（函館本線・札沼線・富良野線・根室本線） |
| 第43回      | 2018年9月29日 （18:30 - 19:30）  | 香川県・高知県・愛媛県・徳島県   | 四国 夏の思い出（土讃線・予土線・高徳線・予讃線） |
| 第44回      | 2018年11月24日 （18:30 - 19:30） | 秋田県・岩手県・青森県           | 紅葉燃ゆる北東北（秋田内陸縦貫鉄道秋田内陸線・田沢湖線・いわて銀河鉄道線・青い森鉄道）                                                                                                 |
| 第45回      | 2019年3月2日 （18:30 - 19:30）   | 兵庫県・鳥取県・島根県・山口県   | 冬景色 日本海〜山陰本線を行く〜 |
| 第46回      | 2019年4月27日 （18:30 - 19:30）  | 岩手県                           | 希望の春 三陸鉄道リアス線 |
| 第47回      | 2020年5月29日 （22:00 - 23:00）  | （複数）                         | 絶景!ローカル線の初夏 （江ノ島電鉄、わたらせ渓谷鉄道、山形鉄道フラワー長井線、樽見鉄道、和歌山電鐡貴志川線、松浦鉄道西九州線、高松琴平電鉄琴平線、JR函館本線、JR富良野線、JR根室本線） |
| 第48回      | 2020年9月25日 （22:00 - 23:00）  | 長野県                           | 長野 夏の思い出 信濃路 （しなの鉄道線、上田電鉄別所線、篠ノ井線、長野電鉄長野線、しなの鉄道北しなの線）                                                                                |
| 第49回      | 2020年12月11日 （22:00 - 23:00） | 静岡県                           | 静岡 深まる秋を探して （大井川鉄道、岳南電車岳南線、天竜浜名湖鉄道天竜浜名湖線） |
| 第50回      | 2021年2月26日 （22:00 - 23:00）  | （複数）                         | ローカル線の冬景色 （弘南鉄道全線、山陰本線、道南いさりび鉄道線、宗谷本線） |
| 第51回      | 2021年6月25日 （22:00 - 23:00）  | 岐阜県                           | 岐阜 みどりの美濃路をゆく （明知鉄道明知線、長良川鉄道越美南線、養老鉄道養老線） |
| 第52回      | 2021年9月25日 （18:00 - 19:30）  | 富山県                           | 夏の富山 海と山と大地と （あいの風とやま鉄道線、万葉線、富山地方鉄道本線、氷見線、立山黒部アルペンルート）                                                                             |
| 特別編      | 2021年10月8日 （19:30 - 19:57）  | 岐阜県                           | 表情豊かな沿線風景 養老鉄道 （養老鉄道養老線・長良川鉄道越美南線） |
| 第53回      | 2022年1月28日 （22:00 - 23:00）  | 茨城県                           | 茨城 大地を包む冬の光 （関東鉄道全線、ひたちなか海浜鉄道湊線、鹿島臨海鉄道大洗鹿島線）                                                                                                 |
| 第54回      | 2022年6月24日 （22:00 - 23:00）  | 熊本県                           | 熊本 風薫る火の国水の国 |

## 空からてつたび
当番組で取り上げた鉄道を空中撮影した10分番組（5分番組のバージョンもある）『空からてつたび』が、2015年度から深夜やスポーツ中継の穴埋め番組として放送されている。ナレーションはクリステル・チアリ。三岐鉄道北勢線と近江鉄道の番組が作られている。

## 中井精也の鉄道写真旅
2019年7月から、過去の放送を15分に編集した『中井精也の鉄道写真旅』が不定期に放送されている。